# Тимянкі-Окуне
Тимянкі-Окуне (пол. Tymianki-Okunie) — село в Польщі, у гміні Боґути-П'янки Островського повіту Мазовецького воєводства.
Населення — 77 осіб (2011).
У 1975-1998 роках село належало до Ломжинського воєводства.

## Демографія
Демографічна структура станом на 31 березня 2011 року:
|          | Загалом | Допрацездатний вік | Працездатний вік | Постпрацездатний вік |
| -------- | ------- | ------------------ | ---------------- | -------------------- |
| Чоловіки | 43      | 10                 | 27               | 6                    |
| Жінки    | 34      | 5                  | 15               | 14                   |
| Разом    | 77      | 15                 | 42               | 20                   |